# Karmenu Mifsud Bonnici
Pour les articles homonymes, voir Mifsud et Bonnici.
Karmenu Mifsud Bonnici, né le 17 juillet 1933 à Cospicua (Malte) et mort le 5 novembre 2022, est un avocat, professeur et homme d'État maltais, Premier ministre de 1984 à 1987.

## Biographie
Mifsud Bonnici est issu d'une famille soutenant fermement le Parti nationaliste. Son frère Antoine était un député nationaliste et secrétaire parlementaire tandis que son cousin Ugo a été  président de la République. Il est diplômé en droit de l'université de Malte et exerce la profession d'avocat et de professeur. Dans les années 1960, durant le différend entre l'Église maltaise et le Parti travailliste, Mifsud Bonnici travaille pour un certain nombre d'organisations laïques liées à l'Église et appuie la « junte diocésaine » opposée au gouvernement de Dominic Mintoff.
En 1980, il est nommé leader adjoint du Parti travailliste et en octobre 1981, Mintoff le choisit comme successeur, ce qui est confirmé par la conférence du parti. En 1982, après avoir été coopté au Parlement, il est nommé ministre de l'Emploi et des Services sociaux puis en septembre 1983, ministre de l'Éducation, une responsabilité qu'il occupe jusqu'en 1986. Le 22 décembre 1984, il est investi Premier ministre, devenant ainsi le premier chef du gouvernement maltais depuis l'indépendance à prêter serment sans s'être présenté à une élection.
Mifsud Bonnici perd de justesse les élections de 1987 et siège en tant que chef de l'opposition jusqu'en 1992 quand, après une deuxième défaite, il démissionne. Il conserve son siège de député jusqu'aux élections suivantes en 1996 et ne se représente plus ultérieurement.
En 2003, au cours de la campagne du référendum sur l'entrée du pays dans l'Union européenne, Mifsud Bonnici s'oppose à celle-ci. Il se prononce également contre la ratification de la Constitution européenne. Par la suite, il maintient un profil bas au sein du parti même s'il y conserve un rôle important.